# Call of Duty 4: Modern Warfare (Нинтендо ДС)
Call of Duty 4: Modern Warfare је пуцачина из првог лица франшизе Call of Duty, развијена посебно за платформу Нинтендо ДС. Игру је објавила компанија Активижн у новембру 2007.
Верзија за Нинтендо ДС први пут је приказана на Е3 конвенцији 2007. године. Критичари су позитивно оценили игру, са просечном оценом од 76%, на основу 19 критика на агрегатору рецензија Гејм ренкингс.